# Вице-президент Судана
Ви́це-президе́нт Суда́на (араб. نائب رئيس السودان‎) – вторая по политической деятельности государственная должность Судана после президента Судана.
Вице-президентом в Судане назначает сам президент Судана.
Существуют три «разновидности» должности — первый, второй и третий вице-президенты Судана.

## Первые вице-президенты
| №  | Портрет | Имя                          | Начало правления     | Конец правления      | Президент                    |
| -- | ------- | ---------------------------- | -------------------- | -------------------- | ---------------------------- |
| 1  |         | Бабикер Авадалла             | Май 1969 года        | 1971 год             | Джафар Мухаммед Нимейри      |
| 2  |         | Абель Квай Алиер             | 1971 год             | 1972 год             | Джафар Мухаммед Нимейри      |
| 3  |         | Мохаммед Аль-Багир Ахмед     | 1972 год             | 1976 год             | Джафар Мухаммед Нимейри      |
| 4  |         | Абуэльгасим Мохаммед Хашим   | 1976 год             | 1979 год             | Джафар Мухаммед Нимейри      |
| 5  |         | Абдул Маджид Хамид Халил     | 1979 год             | 1982 год             | Джафар Мухаммед Нимейри      |
| 6  |         | Омар Мухаммад аль-Тайиб      | 1982 год             | Апрель 1985 года     | Джафар Мухаммед Нимейри      |
| 7  |         | Тадж эль-Дин Абдалла Фадл    | Апрель 1985 года     | Май 1986 года        | Абдель Рахман Сивар ад-Дагаб |
| 8  |         | Абд ар-Рахман Саид           | 1986 год             | 1989 год             | Ахмед Али аль-Миргани        |
| 9  |         | Зубайр Мохаммед Салих        | 27 декабря 1993 года | 4 августа 1995 года  | Омар аль-Башир               |
| 10 |         | Али Осман Таха               | Август 1995 года     | Январь 2005 года     | Омар аль-Башир               |
| 11 |         | Джон Гаранг                  | 9 января 2005 года   | 30 июля 2005 года    | Омар аль-Башир               |
| 12 |         | Сальваторе Киир              | 11 августа 2005 года | 9 июля 2011 года     | Омар аль-Башир               |
| 13 |         | Али Осман Таха               | 9 июля 2011 года     | 6 декабря 2013 года  | Омар аль-Башир               |
| 14 |         | Бакри Хасан Салех            | 8 декабря 2013 года  | 23 февраля 2019 года | Омар аль-Башир               |
| 15 |         | Ахмед Авад ибн Ауф           | 23 февраля 2019 года | 11 апреля 2019 года  | Омар аль-Башир               |
| 16 |         | Камаль Абдель-Маруф аль-Махи | 11 апреля 2019 года  | 13 апреля 2019 года  | Ахмед Авад ибн Ауф           |
| 17 |         | Мухаммад Хамдан Дагло        | 13 апреля 2019 года  | 13 мая 2023 года     | Абдель Фаттах аль-Бурхан     |
| 18 |         | Малик Агар                   | 19 мая 2023 года     | Ныне здравствует     | Абдель Фаттах аль-Бурхан     |

## Вторые вице-президенты
| № | Портрет | Имя                           | Начало правления      | Конец правления       | Президент               |
| - | ------- | ----------------------------- | --------------------- | --------------------- | ----------------------- |
| 1 |         | Халид Хассан Аббас            | Май 1969 года         | 1971 год              | Джафар Мухаммед Нимейри |
| 2 |         | Абель Квай Алиер              | 1972 год              | 1982 год              | Джафар Мухаммед Нимейри |
| 3 |         | Джозеф Лагу                   | 1982 год              | Апрель 1985 года      | Джафар Мухаммед Нимейри |
| 4 |         | Джордж Конгор Ароп            | 12 февраля 1994 года  | 14 октября 2000 года  | Омар аль-Башир          |
| 5 |         | Мозес Касул Мачар             | Февраль 2001 года     | Январь 2005 года      | Омар аль-Башир          |
| 6 |         | Али Осман Таха                | 9 июля 2005 года      | 13 сентября 2011 года | Омар аль-Башир          |
| 7 |         | Аль-Хадж Адам Юзеф            | 13 сентября 2011 года | 7 декабря 2013 года   | Омар аль-Башир          |
| 8 |         | Хассабу Мохаммед Абдул-Рахман | 7 декабря 2013 года   | 10 сентября 2018 года | Омар аль-Башир          |
| 9 |         | Осман Кебир                   | 10 сентября 2018 года | 11 апреля 2019 года   | Омар аль-Башир          |

## Третьи вице-президенты
| № | Портрет | Имя                     | Начало правления     | Конец правления       | Президент               |
| - | ------- | ----------------------- | -------------------- | --------------------- | ----------------------- |
| 1 |         | Рашид Бакр              | 11 августа 1976 года | 10 сентября 1977 года | Джафар Мухаммед Нимейри |
| 2 |         | Омар Мухаммад аль-Тайиб | 1981 год             | 1982 год              | Джафар Мухаммед Нимейри |